# Rockaway Beach/Locket Love
Rockaway Beach/Locket Love è un singolo della band punk Ramones.
Ha raggiunto la posizione #66 nella Billboard Hot 100.

## Storia di Rockaway Beach

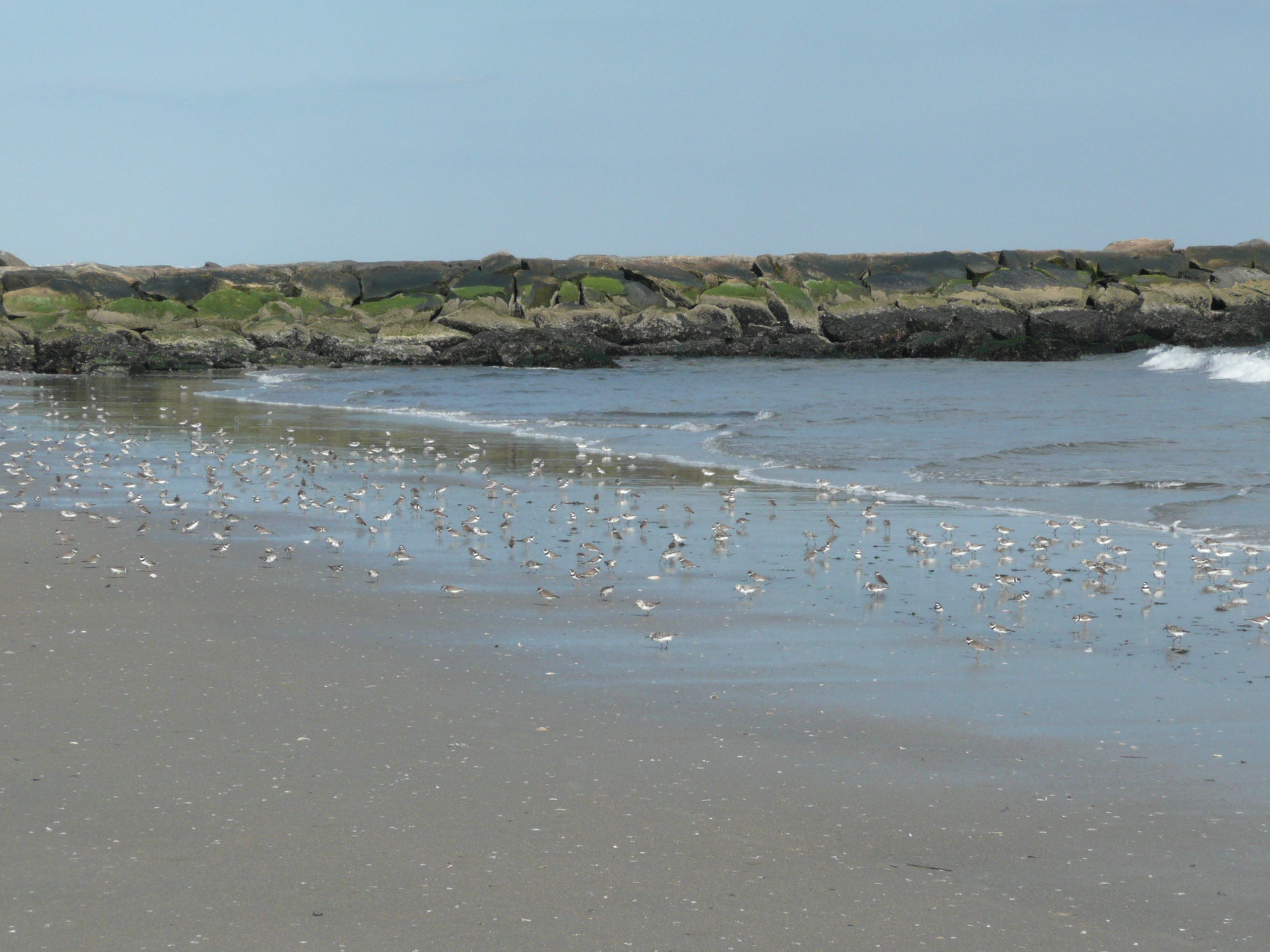
Rockaway Beach

La canzone è stata scritta da Dee Dee Ramone e narra di Rockaway Beach, una spiaggia nel Queens a New York.
Dee Dee era un habitué della spiaggia e gli piaceva molto andarci.
Non è lontana da Forest Hills, luogo di formazione della band.
(Dee Dee Ramone)

## Formazione
- Joey Ramone - voce
- Johnny Ramone - chitarra
- Dee Dee Ramone - basso e voce d'accompagnamento
- Tommy Ramone - batteria

## Rockaway Beachnella cultura di massa
- È suonabile nella versione Wii del videogioco Rock Band[9].

## Cover e omaggi di Rockaway Beach
- Rockaway Beach è stata reinterpretata dalla band punk finlandese Ne Luumäet, dalla rock band svedese Sahara Hotnights nell'album tributo ai Ramones The Song Ramones the Same, dalla rock band canadese Deja Voodoo, dai Mojo Nixon nell'album tributo ai Ramones Gabba Gabba Hey, dalla band punk giapponese formata da sole ragazze Lolita No.18[10] e dal cantante Blag Dahlia dei Dwarves nell'album di cover dei Ramones per bambini Brats on the Beat.
- È presente nell'album di cover di Dee Dee Ramone Greatest & Latest in una versione cantata da Dee Dee.
- Nel 2002 è stata suonata dalla band Pop punk dei Green Day durante la cerimonia d'ingresso dei Ramones nella Rock and Roll Hall of Fame[11]
- Il riff principale di chitarra del singolo Life Wasted dei Pearl Jam si basa su quello di Johnny Ramone per Rockaway Beach[12].
- Nel 2017 è stata pubblicata una cover eseguita dai Motörhead, (registrata nel 2002) per la loro raccolta postuma di cover, Under Cöver. Il pezzo era fino allora inedito.